# Amphoe Sap Yai
Amphoe Sap Yai (Thai:อำเภอ ซับใหญ่) ist ein Landkreis (Amphoe – Verwaltungs-Distrikt) der Provinz Chaiyaphum. Die Provinz Chaiyaphum liegt in der Nordostregion von Thailand, dem so genannten Isan.

## Geographie
Die Nachbarbezirke sind im Uhrzeigersinn von Norden startend: die Amphoe Nong Bua Rawe, Chatturat, Bamnet Narong und Thep Sathit. Alle Amphoe liegen in der Provinz Chaiyaphum.

## Geschichte
Sap Yai wurde am 1. Juli 1997 zunächst als „Zweigkreis“ (King Amphoe) eingerichtet, indem er vom Amphoe Chatturat abgetrennt wurde.
Am 15. Mai 2007 hatte die thailändische Regierung beschlossen, alle 81 King Amphoe in den einfachen Amphoe-Status zu erheben, um die Verwaltung zu vereinheitlichen.
Mit der Veröffentlichung in der Royal Gazette „Issue 124 chapter 46“ vom 24. August 2007 trat dieser Beschluss offiziell in Kraft.

## Verwaltung

### Provinzverwaltung
Der Landkreis Sap Yai ist in drei Tambon („Unterbezirke“ oder „Gemeinden“) eingeteilt, die sich weiter in 37 Muban („Dörfer“) unterteilen.
| Nr. | Name       | Thai    | Muban | Einw. |
| --- | ---------- | ------- | ----- | ----- |
| 1.  | Sap Yai    | ซับใหญ่   | 14    | 6.732 |
| 2.  | Tha Kup    | ท่ากูบ    | 12    | 4.639 |
| 3.  | Tako Thong | ตะโกทอง | 11    | 3.464 |

### Lokalverwaltung
Es gibt drei „Tambon-Verwaltungsorganisationen“ (องค์การบริหารส่วนตำบล – Tambon Administrative Organizations, TAO) im Landkreis:
- Sap Yai (Thai: องค์การบริหารส่วนตำบลซับใหญ่)
- Tha Kup (Thai: องค์การบริหารส่วนตำบลท่ากูบ)
- Tako Thong (Thai: องค์การบริหารส่วนตำบลตะโกทอง)